# Deutsche sehen Deutsche
Deutsche sehen Deutsche ist ein deutsches Fotoprojekt aus dem Jahr 1993.

## Geschichte
Am 26. August 1993 eröffneten Rudolf Scharping als Vorsitzender der Ministerpräsidenten-Konferenz, Andreas von Schoeler als Oberbürgermeister von Frankfurt am Main und Rolf Schmidt-Holtz als Chefredakteur der Zeitschrift Stern die erste Ausstellung mit dem Titel „Deutsche sehen Deutsche“ in der Paulskirche in Frankfurt am Main.
Rund 500 Fotografien waren das Ergebnis einer Ausschreibung von ARD und dem Stern, welche die Leser und Zuschauer aufgefordert hatte, Fotos zum Thema einzureichen. Der Hessische Rundfunk produzierte jährlich vier Fernsehspots, in denen prominente Schauspieler wie Michael Quast und Heinz Schenk dazu aufriefen, Fotos einzuschicken. Der Stern schrieb die Aktion mehrfach auf der Editorialseite aus. Zehntausende beteiligten sich in den Folgejahren.
Im Jahr 1995 wurde eine weitere Auswahl im Bonner Haus der Geschichte ausgestellt. Die Ausstellung wurde von Wolfgang Clement in Vertretung des Ministerpräsidenten Johannes Rau eröffnet. Im gleichen Jahr produzierte der Hessische Rundfunk eine Sendung mit 500 Fotos, die unterlegt mit Musik von DJ Nour Nour im Nachtprogramm mehrfach ausgestrahlt wurde.
Als Projekt der Luftfahrthistorischen Sammlung des Flughafens Frankfurt am Main zeigte Dr. Michael Wustrack im Sommer 1996 in der Galerie des Flughafens eine Ausstellung mit 250 Exponaten aus dem Archiv und ergänzte die Ausstellung mit einer zusätzlichen Bildersammlung „Deutsche sehen Schweizer“.
Im Jahr 1999 begann Theo Scherling im Auftrag des Goethe-Instituts mit dem Projekt „klick!“. Weltweit waren Deutschlernende dazu aufgerufen ihr Deutschlandbild zu gestalten. Die Teilnehmer erhielten 120 Reproduktionen aus dem Archiv Deutsche sehen Deutsche in Postkartenform, die sie mit eigenen Fotos und „deutschen Realien“ in das mitgelieferte Ausstellungspaneel fügen konnten. So entstanden unterschiedlichste mobile Museen zum Thema. Repräsentative Bildpaneele wurden Teil des Archivs.
Eine Besonderheit des Zeitausschnitts besteht darin, dass die Erstausschreibungen zwei Jahre nach der Wiedervereinigung einsetzten und die Neuen Bundesländer tatsächlich repräsentativ teilnahmen. Seit zwanzig Jahren wächst das Archiv und wird von Theo Scherling konservatorisch betreut, nachdem die Deutsche Fototage gGmbH 1999 aufgelöst wurde. Im Juli 2013 beschlossen Theo Scherling und Wolfgang Fischer, das Archiv internetbasiert zu dokumentieren und die Aktion im Internet fortzuschreiben.

## Publikationen
Im Jahr 1993 erschien der erste Katalog zur Ausstellung in der Paulskirche im Verlag der Deutschen Fototage gGmbH. Ende August publizierte der Stern eine über 20-seitige Publikation zur Ausstellungseröffnung. Im Jahr 1995 erschien der zweite Katalog zur Ausstellung im Haus der Geschichte im Verlag der Deutschen Fototage gGmbH. Parallel publizierte der Verlag einen Videokatalog in Zusammenarbeit mit dem Hessischen Rundfunk. Sponsoren des Archivs wurden die Deutsche Bahn AG, die Deutsche Lufthansa AG und die Hoechst AG, die die Aktion in ihren Kunden- und Personalzeitschriften publizistisch begleiteten. Im gleichen Jahr 1995 installierte Wolfgang Fischer im Internet die gleichnamige Plattform und präsentierte eine Auswahl von 500 Fotos, sortiert nach Bundesländern (Herkunftsort der Einsendung).

## Rezeption
Thomas Quinn schrieb in einer Publikation des Lufthansa-Bordbuchs, einer Kundenzeitschrift der Deutschen Lufthansa AG: „Nicht jedes Bild ist gut, aber alle zusammen sind überwältigend.“